# Olsenbandens sista stöt
Olsenbandens sista stöt (norska: Olsenbandens siste stikk) är en norsk film från 1999 regisserad av Knut Bohwim. Filmen är den fjortonde och sista i den klassiska norska serien om Olsenbanden.

## Handling
Egon har suttit på vårdhem i nästan 14 år. När han blir intervjuad i TV blir han snabbt igenkänd av både kollegor, poliser och några skurkar. Benny driver eget taxibolag som heter "Bennys tut och kör. Dynamit-Harry är på sjukhus efter en sprängningsolycka. Valborg har blivit änka efter Kjells död 1990.
Egon passar på att gå ifrån TV-stationen, och efter att ha träffat gänget igen han har en plan. Han känner till ett kassaskåp från Franz Jäger Berlin, som kommer att vara fullt av svarta pengar som direktör Bang-Johansen använder till mutor.

## Om filmen
Musiken från filmen har givits ut på CD.

## Rollista
- Arve Opsahl - Egon Olsen
- Sverre Holm - Benny Fransen
- Aud Schønemann - Valborg
- Harald Heide-Steen Jr. - Dynamit-Harry
- Kim Haugen - byråchef Grønn-Larsen
- Nils Ole Oftebro - departementsråd
- Johannes Joner - kriminalassistent Gran
- Anders Hatlo - kriminalkonstapel Holm